# Ornithoboea leptonema
Ornithoboea leptonema är en tvåhjärtbladig växtart som beskrevs av Brian Laurence Burtt. Ornithoboea leptonema ingår i släktet Ornithoboea och familjen Gesneriaceae. Inga underarter finns listade i Catalogue of Life.